# Summer Ballad Covers
『Summer Ballad Covers』（サマー・バラード・カヴァーズ）は、May J.のカバーアルバム。

## 内容
May J.初のカバー・アルバムである。夏のヒット曲をミドル - バラードにリアレンジしたカバーを収録したものであり、「今回は私が小さな事から聴いている曲を中心に、テレビで歌った曲も、オリジナル曲へリスペクトを持ってレコーディングさせて頂きました。テクニックだけではないオリジナルの曲や歌の表現を徹底的に追求したので、是非リスナーの皆さんの心で感じ取って欲しいと思っています。」とコメントしている。プロデューサーには、11曲目の「ハナミズキ」の編曲とプロデュースも担当した大島こうすけを起用。生演奏を主体に再構築された。
本作はテレビ朝日系「関ジャニの仕分け∞」のコーナー「カラオケ得点対決」への出演から、視聴者のカバーアルバムを発売してほしいというリクエストの声から制作されたものである。実際に当番組でも披露したカバー曲も何曲か収録されている。このテレビ出演も絡めた当アルバムのコメントでは、「カラオケ企画でテクニックに注目が集まる今だからこそ、カヴァーアルバムでは歌詞にどれだけ感情をこめられるかをテーマに歌と向き合いました。」と述べている。また、2013年5月31日放送のテレビ朝日系「ミュージックステーション」には約4年ぶりに出演をし、ハナミズキのカバーを披露した。
DVD付属版にはミュージックビデオとスタジオ・ライヴの映像を計7曲収録している。
エイベックスのYouTube公式チャンネルでは、本作の全曲試聴動画が公開された。
オリコンチャートでは2013年6月18日付のデイリーチャートで初登場2位を獲得し、7月1日付の週間チャートでは4位を記録した。4位は配信でリリースされたSugar Soulの「Garden」のカバーらを収録した2枚目のオリジナル・アルバム『FAMILY』と当時の最高順位タイであり、May J.のオリコントップ10入りは3枚目のオリジナル・アルバム『For You』以来となった。また、発売後もロングセールスを記録した。
2013年9月21日 - 11月8日の間、全国ツアー「beachwalkers. presents May J. Autumn Tour2013 〜Best & Covers〜」が開催された。

## 収録曲

### CD
1. Precious (6:20)
  - 作詞：野口圭 作曲：田中隼人 編曲：大島こうすけ

原曲：伊藤由奈「Precious」
2. 島唄 (4:56)
  - 作詞・作曲：宮沢和史 編曲：大島こうすけ

原曲：THE BOOM「島唄」
3. 渚 (4:43)
  - 作詞・作曲：草野正宗 編曲：SAEKI youthK (RzC)

原曲：スピッツ「渚」
4. First Love (4:25)
  - 作詞・作曲：宇多田ヒカル 編曲：大島こうすけ

原曲：宇多田ヒカル「First Love」
5. LIFE (5:06)
  - 作詞：KUREI 作曲：ISEKI 編曲：大島こうすけ

原曲：キマグレン「LIFE」
6. 夏祭り (5:10)
  - 作詞・作曲：破矢ジンタ 編曲：Hiromi Shitara, 大島こうすけ

原曲：JITTERIN'JINN「夏祭り」
7. 波乗りジョニー (5:47)
  - 作詞・作曲：桑田佳祐 編曲：SAEKI youthK (RzC)

原曲：桑田佳祐「波乗りジョニー」
8. 白い雲のように with クリス・ハート (4:41)
  - 作詞：藤井フミヤ 作曲：藤井尚之

原曲：猿岩石「白い雲のように」
9. secret base 〜君がくれたもの〜 (5:52)
  - 作詞・作曲：町田紀彦 編曲：Yozo, 大島こうすけ

原曲：ZONE「secret base 〜君がくれたもの〜」
10. 少年時代 (3:34)
  - 作詞:井上陽水 作曲:井上陽水・平井夏美 編曲：大島こうすけ

原曲：井上陽水「少年時代」

<Bonus Track>
1. ハナミズキ(5:52)
  - 作詞：一青窈 作曲：マシコタツロウ 編曲：大島こうすけ

原曲：一青窈「ハナミズキ」
2. I DREAMED A DREAM (3:26)
  - 作詞：アラン・ブーブリル 英訳詞：ハーバート・クレッツマー 作曲：クロード＝ミシェル・シェーンベルク 編曲：大島こうすけ

原曲：スーザン・ボイル「I DREAMED A DREAM」

### DVD（DVD付属盤のみ）
| # | 曲名                               | 内容        |
| - | ---------------------------------- | ----------- |
| 1 | Precious                           | Music Video |
| 2 | ハナミズキ                         | Music Video |
| 3 | 白い雲のように with クリス・ハート | Music Video |
| 4 | First Love                         | Music Video |
| 5 | 島唄                               | Studio Live |
| 6 | 渚                                 | Studio Live |
| 7 | 波乗りジョニー                     | Studio Live |